# Kruunusillat
Kruunusillat (finnois : Kruunusillat) est un projet de liaison rapide par tramway entre le centre-ville d'Helsinki et Laajasalo à Helsinki en Finlande,,.
Les parcours seront nommés lignes 11 et 12.

## Présentation
En août 2016, le conseil municipal d'Helsinki a décidé de réaliser le projet Kruunusillat, qui comprend une liaison par tramway de dix kilomètres et trois nouveaux ponts entre le centre-ville d'Helsinki, Hakaniemi et Yliskylä.
La construction des ponts commencera en 2018.
La nouvelle liaison est prévue pour passer par le parc Kolmikulma, la place de la gare centrale d'Helsinki, Hakaniemi et par la rue Hakaniemenranta, Korkeasaari, d'où elle continuera par le nouveau pont Kruunuvuorensilta à Kruunuvuorenranta, Laajasalo et finalement à Yliskylä.
Le pont Kruunuvuorensilta sera long d'environ 1 200 m, devenant ainsi le pont le plus long de Finlande.
Le coût du projet s'élèverait à 359 millions d'euros, dont 259 pour les constructions et 100 pour les équipements.
Le conseil municipal d'Helsinki a décidé à 63 voix contre 6 de lancer le projet.
Le projet approuve la construction de deux lignes:
| Ligne | Trajet                                                                     |
| ----- | -------------------------------------------------------------------------- |
| 11    | Kolmikulma – Gare centrale – Hakaniemi – Kruunuvuorenranta – Haakoninlahti |
| 12    | Gare centrale – Hakaniemi – Kruunuvuorenranta – Yliskylä                   |

## Objectifs

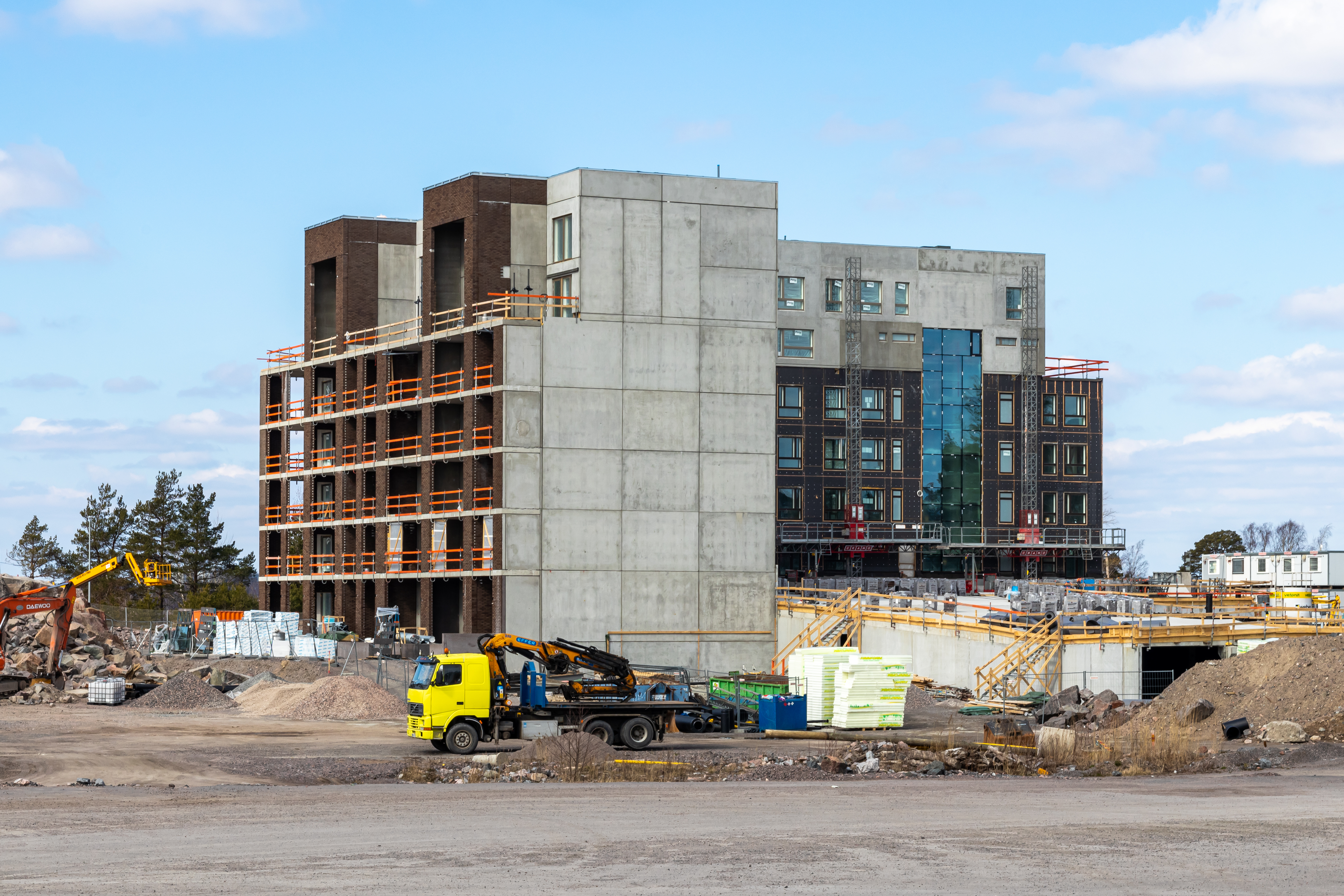
La section Kruunuvuorenranta de Laajasalo a connu le debut d'une construction résidentielle intensive dans les années 2010

L'objectif du projet est d'organiser une connexion fluide par les transports publics entre le centre-ville d'Helsinki et le quartier de Laajasalo, qui connaît une croissance rapide, et de relier le quartier au système de transports publics de la région avec une connexion interurbaine,.
Grâce aux ponts, le trajet de Kruunuvuorenranta à la gare centrale d'Helsinki sera raccourci de 5,5 kilomètres et la liaison cyclable sera raccourcie à 20 minutes.
La connexion par tramway réduit également la surcharge prévue pour le métro d'Helsinki ainsi que la charge sur le trafic de correspondance entre Laajasalo et la station de métro Herttoniemi.
Le projet permet une utilisation des terres conformément à la nouvelle proposition de plan général et devrait générer de nouvelles entreprises, notamment à Hakaniemi, Kruunuvuorenranta et au sud de Kalasatama.
Il ne serait pas possible de mettre en œuvre la construction supplémentaire de Laajasalo dans la mesure présentée dans la proposition de plan sans une connexion directe avec le centre-ville.

### Calendrier du projet
La construction des ponts de la couronne a commencé en octobre 2021.
Le projet sera mis en œuvre en deux phases : d'abord de Hakaniemi à Laajasalo et ensuite de Hakaniemi au centre-ville.
Selon le calendriers du projet, les travaux de construction de la première phase seront achevés d'ici la fin de 2026 et le trafic passagers débutera au terminus temporaire d'Hakaniemi au début de 2027.
| Partie                                                | Années    | Réf.   |
| ----------------------------------------------------- | --------- | ------ |
| Hakaniemen silta (projet connexe)                     | 2021–2024 | [ 11 ] |
| Hakaniemenranta (projet connexe)                      | 2021–2026 |        |
| Finkensilta et Kruunuvuorensilta                      | 2021–2025 | [ 14 ] |
| Voie de la partie sud de Kruunuvuorenranta            | 2022–     | [ 16 ] |
| Voie de Kruunuvuorenranta à Yliskylä                  | 2023–2025 |        |
| Merihaansilta                                         | 2022–     | [ 17 ] |
| Voie de Kruunuvuorenranta à Hakaniemi                 | 2025–2027 | [ 14 ] |
| Voie de Hakaniemi à la Gare centrale (deuxième phase) | 2026–2028 |        |

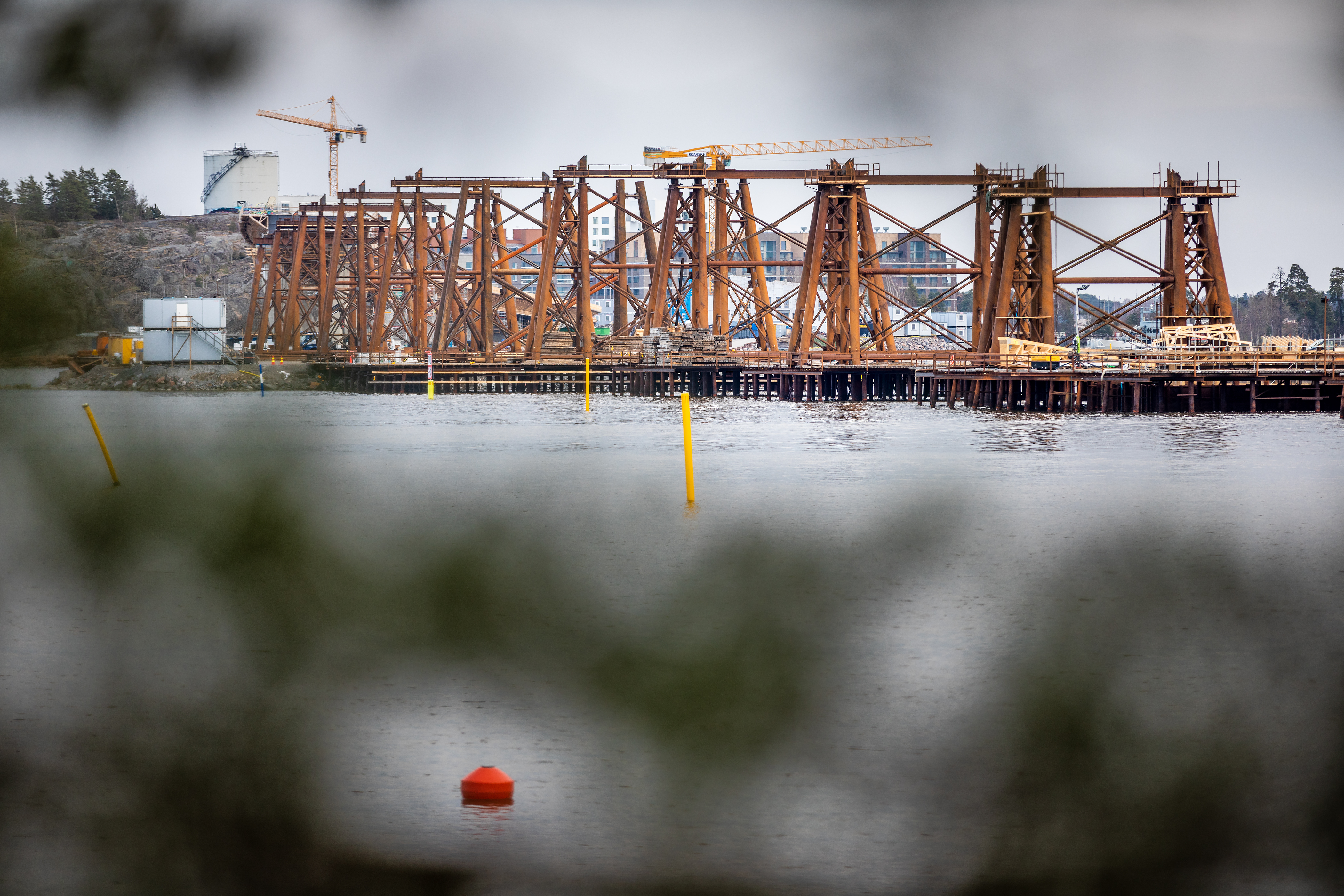
Kruunuvuorensilta en avril 2023
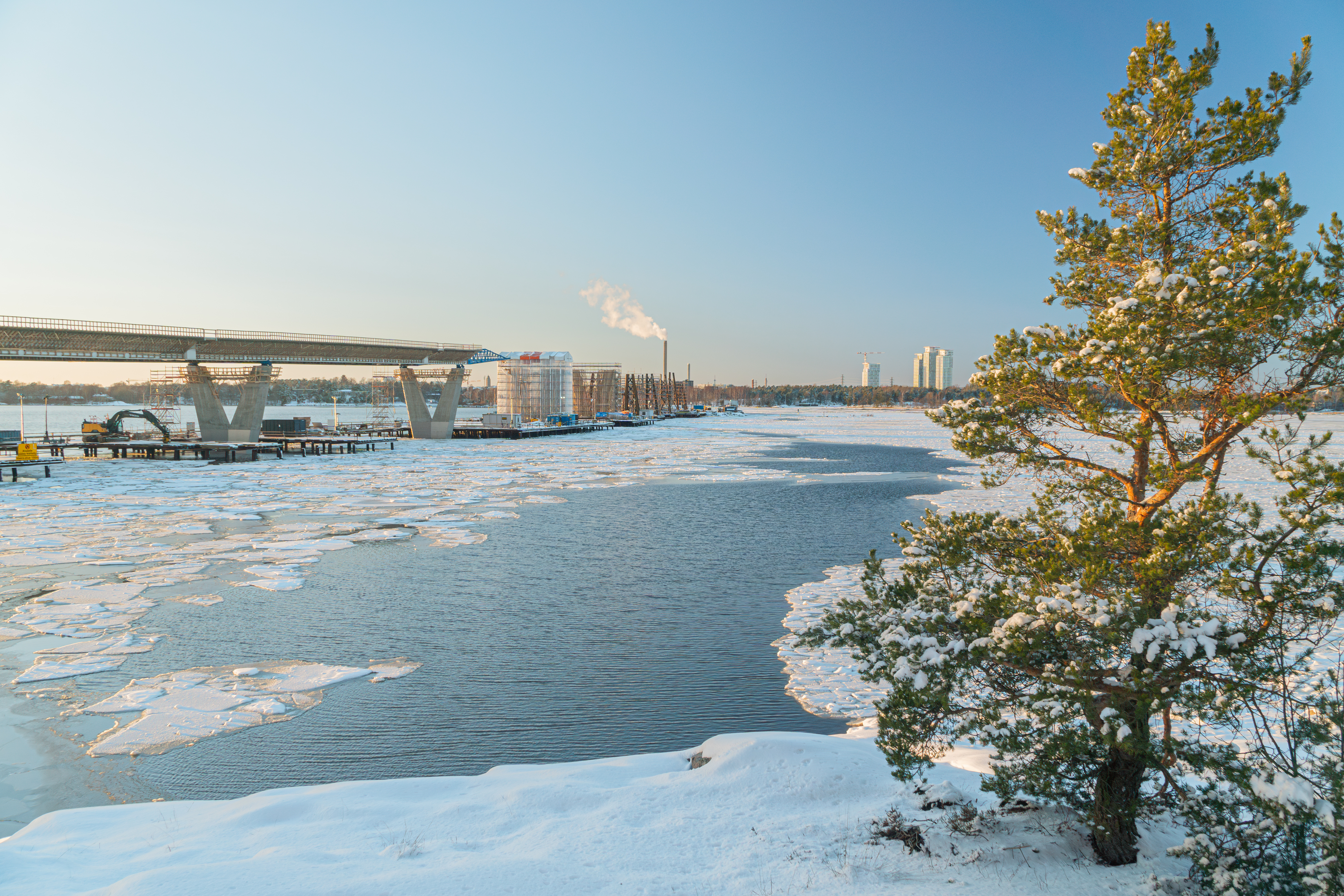
Kruunuvuorensilta en novembre 2023.
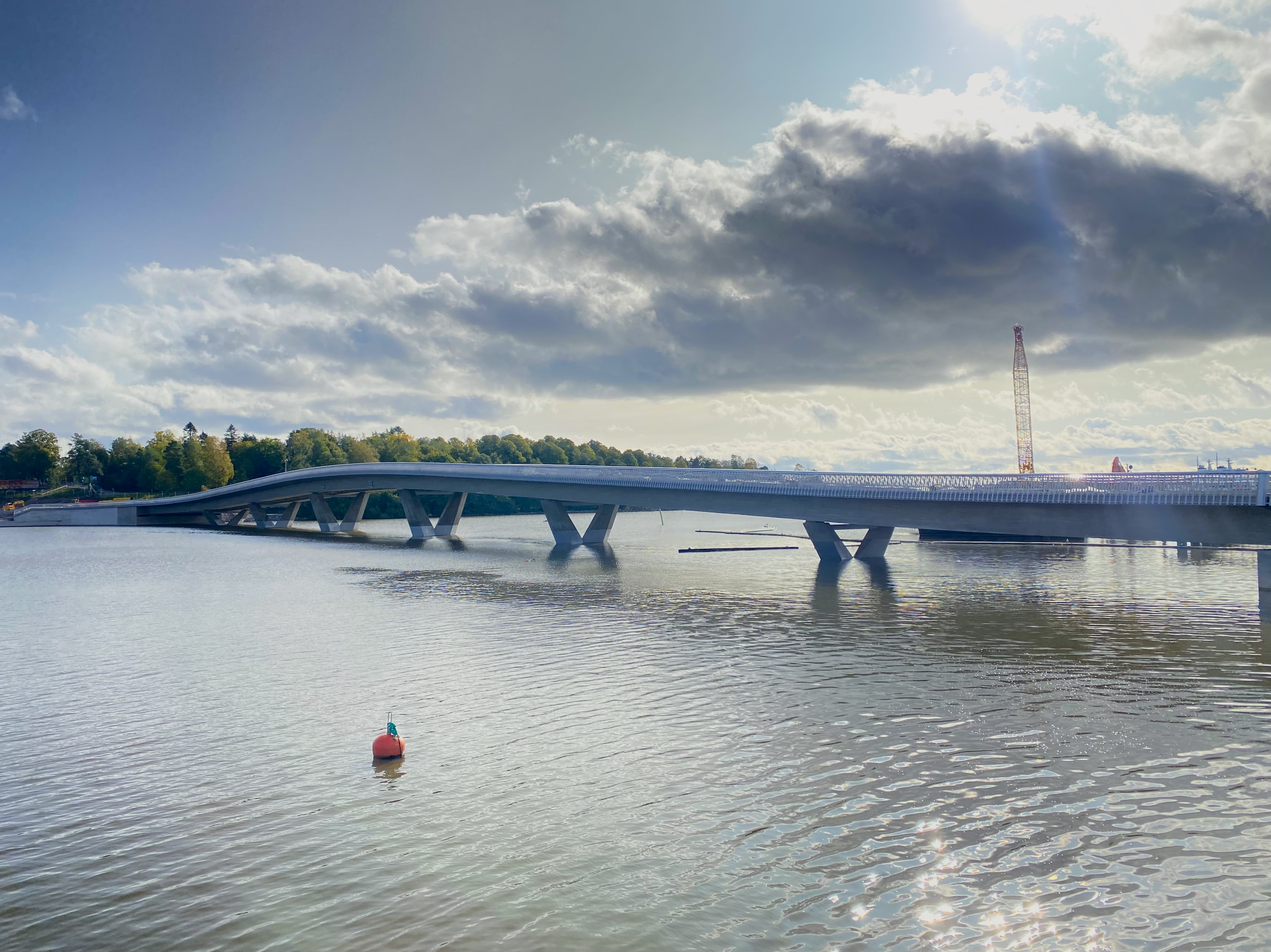
Finkensilta en octobre 2023.
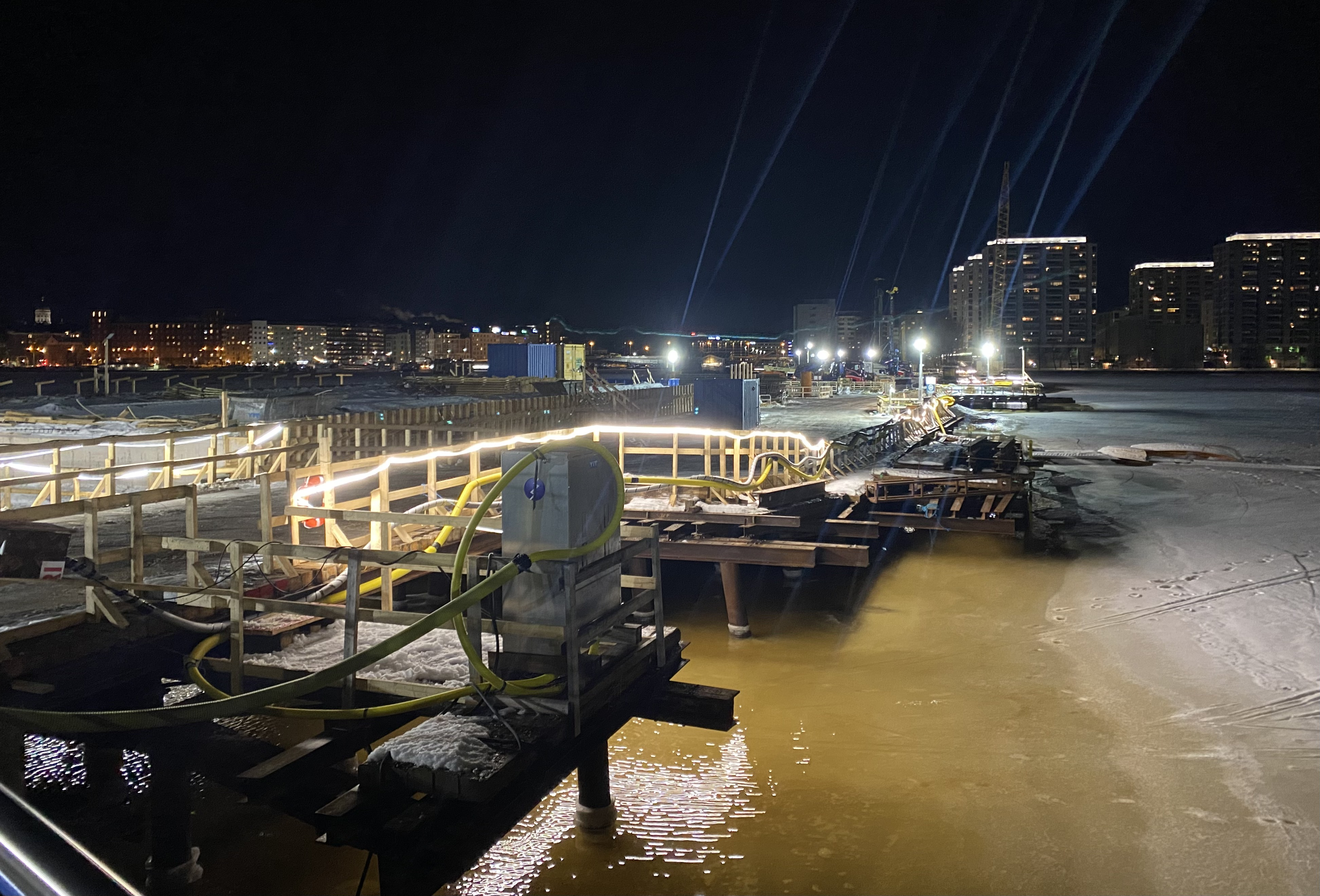
Merihaansilta en janvier 2024.

### Projets connexes
Le projet Kruunusillat implique de nombreux autres projets, tels que des travaux de voirie, qui, pour des raisons économiques globales, sont rentables à réaliser en relation avec la construction du tramway.
Par exemple, la révision du tablier du tunnel Asematunneli à Kaivokatu est un projet dont la coordination avec les travaux de construction de Kruunusilta réduirait le trafic et autres désagréments causés au centre-ville d'Helsinki.
D'autres projets connexes incluent, par exemple, la rénovation du pont d'Hakaniemi, les structures de la rive de  Nihti, le nouveau pont Näkinsilta (fi), c'est-à-dire le pont cyclable et piétonnier sur la rue côtière de Sörnäinen, et la préparation de Hakaniemenranta pour de nouveaux lots.
Puisque le pont Näkinsilta et le nouveau pont d'Hakaniemi (fi) sont construits en même temps que les ponts de tramway, le projet Kruunusillat devrait construire un total de cinq nouveaux ponts.

## Caractéristiques techniques

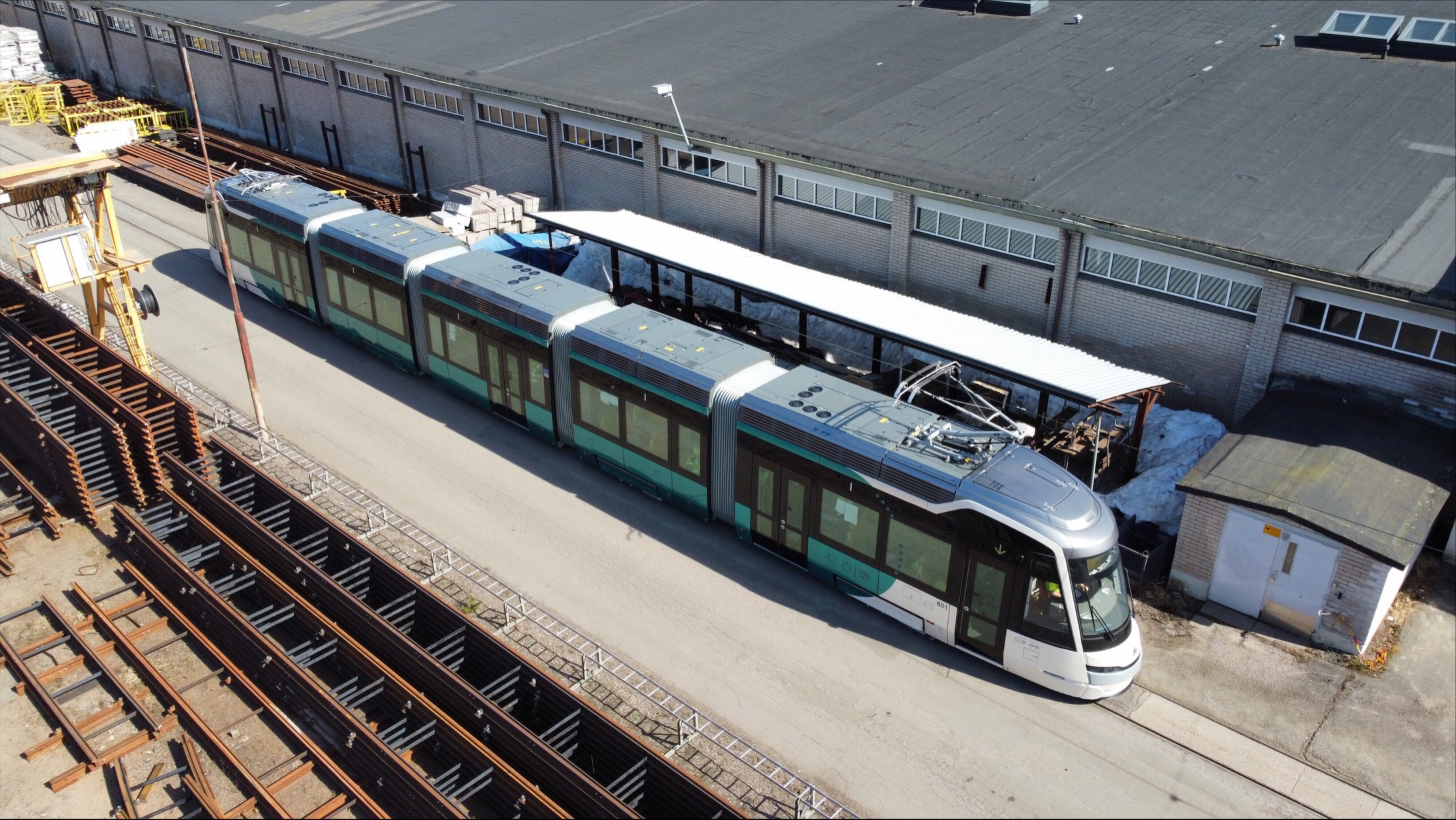
Des rames fabriquées par Škoda Transtech ont été commandés et sont également utilisés par Raide-Jokeri.

La vitesse moyenne du tramway Kruunusillat est de 22 km/h et de 60 km/h sur les tronçons les plus rapides.
L'Établissement des transports de la ville d'Helsinki a commandé 23 wagons bidirectionnels Artic X54 (fi), d'une longueur de 30 mètres sur la ligne d'Haakoninlahti et de 45 mètres sur la ligne d'Yliskylä.
L'intervalle prévu entre les rames est d'environ 5 à 10 minutes.
Les nouveaux tronçons de voie sont des tramways express et sont compatibles avec le réseau de tramway du centre-ville.

### Les ponts
Les trois ponts du projet sont conçus uniquement pour la circulation des tramways, des vélos et des piétons et ne permettent pas la circulation des voitures ou des bus.
Cependant, si nécessaire, ils peuvent être utilisés par les véhicules de secours,.
Dans la mesure du possible, les tramways sont conçus comme des voies sur herbe.
Une fois terminé, le pont à haubans Kruunuvuorensilta mesurera environ 1 200 mètres de long, c'est-à-dire qu'il deviendrait le plus long pont de Finlande,.
La construction des ponts a commencé en 2021 et l'ensemble est prévu d'être terminé en 2026,,.
| Les ponts Kruunusillat | Les ponts Kruunusillat        | Les ponts Kruunusillat | Les ponts Kruunusillat | Les ponts Kruunusillat |
| Pont                   | Tronçon                       | Longueur               | Hauteur                | Réf.                   |
| ---------------------- | ----------------------------- | ---------------------- | ---------------------- | ---------------------- |
| Merihaansilta          | Merihaka–Nihti                | 400 m                  | 3,1 m                  | ,                      |
| Finkensilta            | Nihti–Korkeasaari             | 293 m                  | 7 m                    | [ 3 ]                  |
| Kruunuvuorensilta      | Korkeasaari–Kruunuvuorenranta | 1 200 m                | 20 m                   | [ 2 ]                  |

### Temps de transport
| Temps de transport estimés | Temps de transport estimés         | Temps de transport estimés |
| Ligne                      | Tronçon                            | Durée                      |
| -------------------------- | ---------------------------------- | -------------------------- |
| 11                         | Kruunuvuorenranta – Kalasatama (M) | 15 min                     |
| 11                         | Kruunuvuorenranta – Gare de Pasila | 25 min                     |
| 12                         | Kruunuvuorenranta – Yliskylä       | 7 min                      |
| 12                         | Kruunuvuorenranta – Hakaniemi      | 10 min                     |
| 12                         | Kruunuvuorenranta – Gare centrale  | 17 min                     |